# Белкина (деревня)
Белкина — деревня в составе Соликамского городского округа в Пермском крае.

## Географическое положение
Деревня расположена в правобережной части Соликамского городского округа в 2 километрах от реки Кама и примерно в 7 километрах по прямой на запад от исторического центра города Соликамск.

## Климат
Климат умеренно континентальный с суровой продолжительной зимой и тёплым коротким летом. Самый холодный месяц — январь со среднемесячной температурой (−15,7 °C), самый тёплый — июль со среднемесячной температурой (+17,4 °C). Продолжительность безморозного периода в среднем составляет 114 дней. Общее число дней с положительной температурой 190. Последний весенний заморозок в среднем наблюдается в конце мая, а первый осенний — в конце второй декады сентября. Среднегодовая температура воздуха −2,2 °C.

## История
Деревня известна с 1623—1624 годов как «починок Немятого, Белкин тож». До 2019 года деревня входила в состав Касибского сельского поселения Соликамского района, после упразднения этих муниципальных образований стала рядовым населённым пунктом Соликамского городского округа.

## Население
Постоянное население деревни было 0 человек в 2002 году, 4 человека в 2010.